# Viktor von Meibom
Viktor Reinhard Karl Friedrich von Meibom, född den 1 september 1821 i Kassel, död där den 27 december 1892, var en tysk rättslärd. En av hans döttrar var gift med Karl von Weizsäcker och en annan med Gustav Rümelin.
von Meibom var först i praktisk verksamhet. Han blev efter utgivningen av hans och Paul Roths Kurhessisches Privatrecht I (1857–1858) 1858 ordinarie professor i Rostock, 1866 i Tübingen, 1873 i Bonn, 1875 medlem av riksöverhandelsrätten i Leipzig, 1879–1887 av riksrätten där. von Meibom var koncentrerad på germansk rätt. Hans författarverksamhet kretsade huvudsakligen kring panträtten; således framställde han i Das deutsche Pfandrecht (1867) dess utveckling före receptionen av den romerska rätten. Under medverkan av Carl Ludwig von Bar, Heinrich Dernburg, Adolf Exner, Ferdinand Regelsberger och andra utgav von Meibom samlingsverket Deutsches Hypothekenrecht (I–IX 1871–1891), en systematisk framställning av de viktigaste partikulärlagstiftningarnas rätt, till vilken han själv bidrog med Das Mecklenburgische Hypothekenrecht (1871). Förutom olika uppsatser och recensioner offentliggjorde von Meibom även Das Immobiliarrecht im Geltungsbereiche der Civilprocessordnung (1888).